# Platanus wrightii
Platanus wrightii es una especie arbórea de la familia de las platanáceas, originaria de Norteamérica. Tiene como nombre vulgar en inglés el de "Arizona sycamore", literalmente, "sicómoro de Arizona", y también en español álamo,) pero no es un verdadero álamo. 

## Distribución
Es originario de Arizona y Nuevo México con su área de distribución extendiéndose hacia el sur hasta el estado de Sonora y una pequeña parte del estado de Chihuahua, ambos en México. El árbol es grande y caducifolio.

## Taxonomía
Platanus wrightii fue descrita por  Sereno Watson y publicado en Proceedings of the American Academy of Arts and Sciences 10: 349. 1875.
Sinonimia
- Platanus racemosa var. wrightii (S. Watson) L.D. Benson	[3]